# Оцтова матка

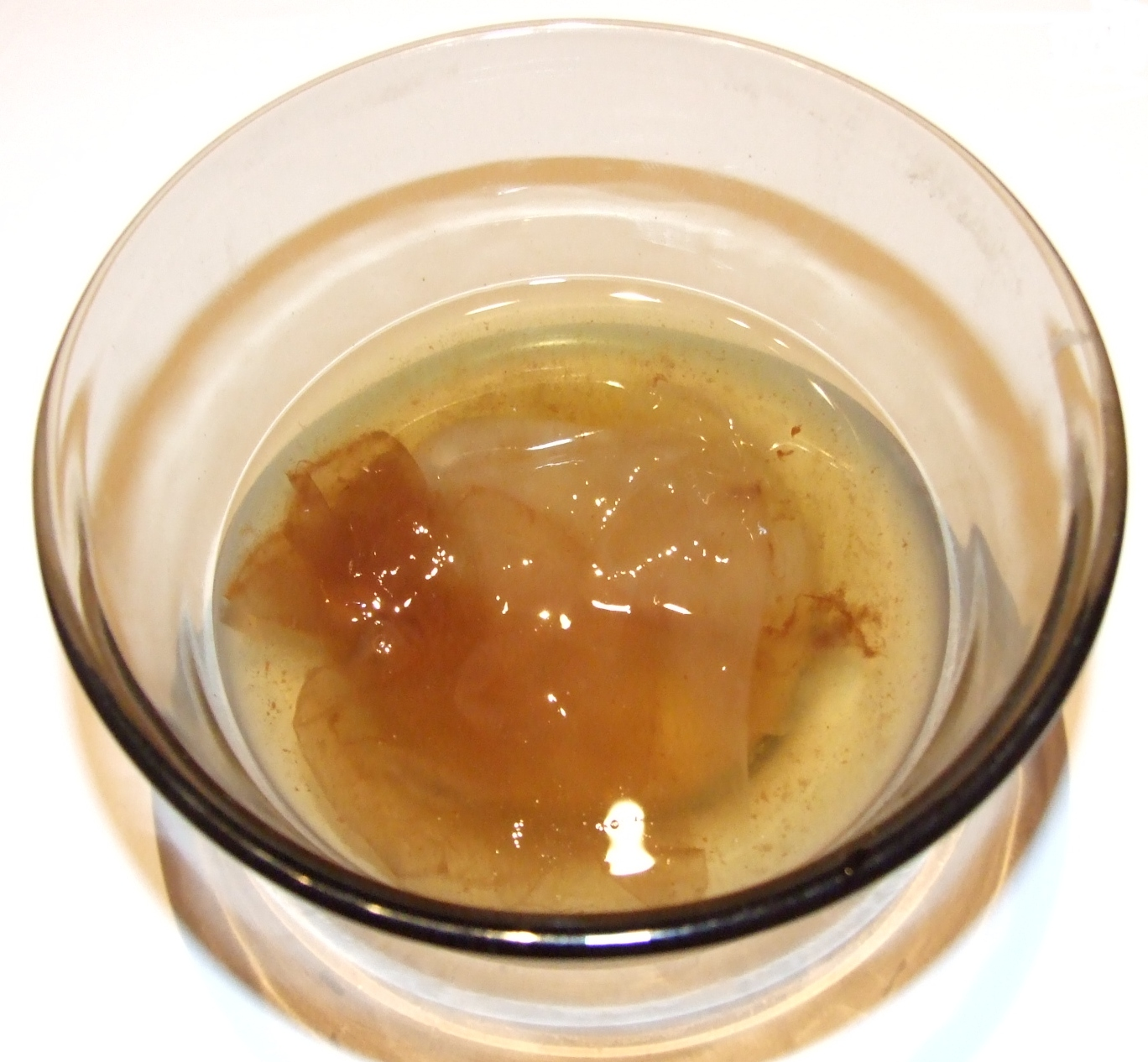
Оцтова матка в чашці

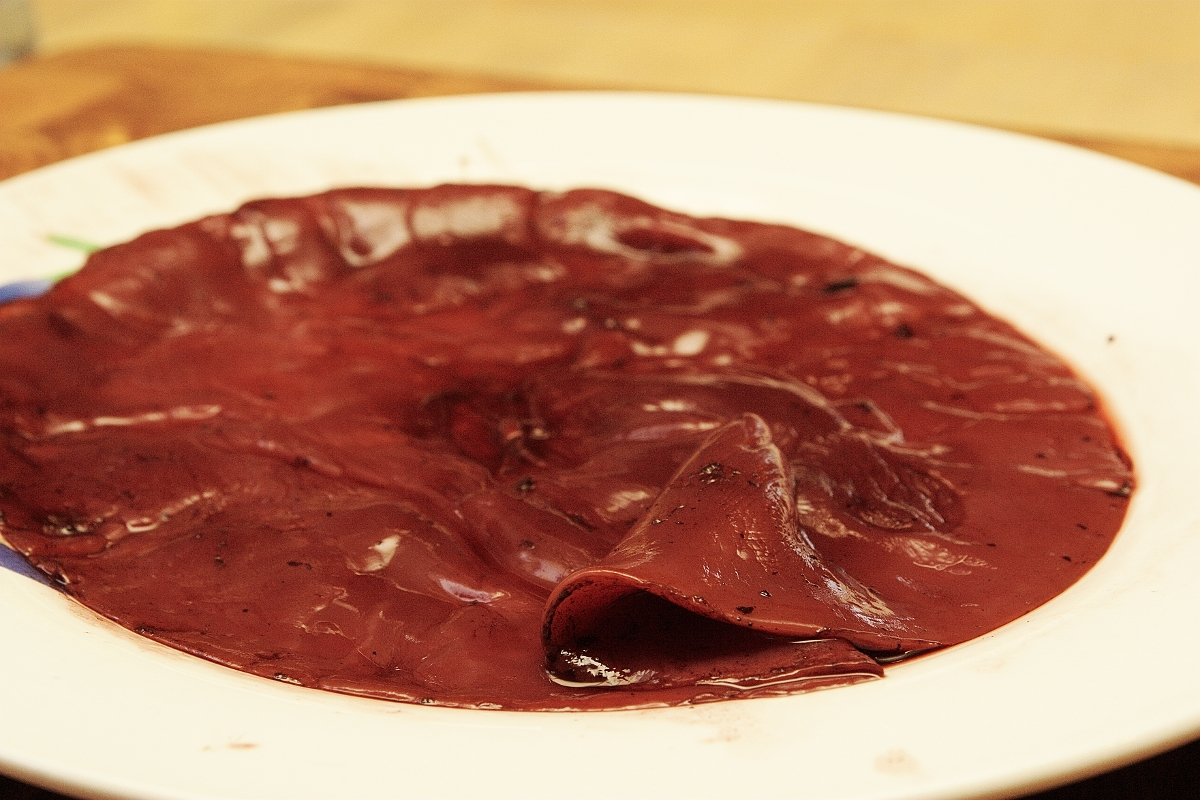
Оцтова матка в тарілці

Оцтова матка (також називається лат. Mycoderma aceti) — це слизувата речовина, яка складається з целюлози і оцтовокислих бактерій, яка розвивається при бродінні спиртовмісних рідин, і яка перетворює спирти в оцтову кислоту за допомогою кисню з повітря. Додається в вина, сидр та інші алкогольні рідини з метою отримання оцту.
У традиційному виробництві оцту була і залишається «матір'ю оцту» і використовується для «щеплення» спиртовмісної суміші для прискорення оцтового бродіння.
Хоча оцтова матка не апетитна на вигляд, вона абсолютно нешкідлива.

## Одержання оцтової матки
Після 10 днів бродіння, додавання цукру, відціджування через марлю спиртовмісної речовини в скляний посуд, — посудину не можна переставляти з місця на місце, рухати, збовтувати, протягом 40-60 днів. В цей час спокою може (але не завжди) сформуватися оцтова матка. Іноді оцтові матки гинуть тільки тому, що посудину з яблучним соком, що забродив, переставляють в інше місце.
Освітлений, з трохи помутнілим виглядом вміст посудини є не що інше, як справжній екологічно чистий яблучний оцет, який розливають по пляшках, закупорюють для зберігання та вживання. Яблучну матку залишають в невеликій кількості яблучного оцту, відцідивши попередньо осад. Оцтову матку можна зняти і помістити в іншу порцію приготовленої суміші. Вона прискорить процес бродіння, додасть продукту більш лікувальну якість, помітно поліпшить аромат і смак яблучного оцту.
Виглядає оцтова матка у вигляді прозорого гриба і знаходиться на поверхні рідини. Загинувши, оцтова матка занурюється на дно посуду і стає непотрібною, тому її викидають. Яблучний оцет при загибелі матки не втрачає лікувальні якості. Зберігати оцтову матку слід тільки в яблучному оцті.